# Backyard Wrestling 2: There Goes the Neighborhood
Backyard Wrestling 2: There Goes the Neighbourhood est le second opus de la série Backyard Wrestling sorti sur PlayStation 2 et Xbox. La bande originale inclut des musiques d'Andrew W.K., Kool Keith, Insane Clown Posse, Bad Brains, Body Count, Six and Violence (en), Mudvayne, Saliva, Fall Out Boy et Hoobastank. Il est développé par Paradox Development et publié par Eidos Interactive. 
La publicité pour la télévision comprend les Insane Clown Posse, Vampiro, New Jack et Major Gunns (en),. Malgré les promesses d'une expérience de jeu améliorée par rapport à son prédécesseur Backyard Wrestling: Don't Try This at Home (en), en y incluant une utilisation plus poussée de l'environnement, un bouton de contres et des prises de soumission, le jeu est un échec critique lors de sa sortie en 2004. Ses chiffres de vente sont toutefois respectables, avec près de 300 000 exemplaires vendus en 2005.

## Système de jeu
La liste des personnages jouables comprend plus de vingt combattants, avec des catcheurs hardcore, des personnalités de la musique et des actrices de films pour adultes.
Le jeu est présenté comme étant considérablement amélioré par rapport à son prédécesseur, mettant en avant son mode de création de catcheur plus approfondi. Il inclut une nouvelle option pour activer et désactiver la représentation du sang du jeu. Chaque catcheur dispose désormais d'une vidéo d'introduction. Il existe également quatre clips musicaux à déverrouiller.

## Liste des personnages
| Personnage         | Lieu ou origine / occupation | Lieu ou origine / occupation |
| ------------------ | --- | ---------------------------- |
| Violent J (en)     | Rappeur (Insane Clown Posse), catcheur (World Wrestling Federation/World Championship Wrestling/Juggalo Championship Wrestling (en)) |                              |
| Shaggy 2 Dope (en) | Rappeur (Insane Clown Posse), catcheur (WWF/WCW/JCW)                                                                                 |                              |
| Mad Man Pondo (en) | Catcheur indépendant, récurrent à la JCW                                                                                             |                              |
| The Rudeboy        | Personnage et catcheur à la JCW |                              |
| Vic Grimes (en)    | Catcheur indépendant connu pour son travail pour l'Xtreme Pro Wrestling et la Extreme Championship Wrestling                         |                              |
| Vampiro            | Catcheur indépendant, notamment pour la JCW, la Lucha Libre AAA Worldwide et la WCW                                                  |                              |
| New Jack           | Catcheur indépendant connu pour son travail à la ECW, la XPW et à la TNA                                                             |                              |
| Nick Mondo         | Catcheur indépendant hardcore à la retraite ayant travaillé principalement pour la CZW                                               |                              |
| Ruckus (en)        | Catcheur indépendant connu pour son travail à la CZW, la XPW et à la Ring of Honor                                                   |                              |
| The Sandman        | Catcheur principalement connu pour son travail à la ECW, à la TNA, à la WWE, à la WCW et à la JCW                                    |                              |
| Sonjay Dutt        | Catcheur indépendant connu pour son travail à la TNA, à la CZW et à la WWE                                                           |                              |
| Masked Horn Dog    | Catcheur de comédie de Best of Backyard Wrestling: Backyard Babes                                                                    |                              |
| El Drunko          | Catcheur indépendant |                              |
| Messiah (en)       | Catcheur indépendant connu pour son travail à l'XPW et à la CZW                                                                      |                              |
| Supreme            | Catcheur indépendant connu pour son travail à l'XPW                                                                                  |                              |
| John Zandig        | Catcheur et promoteur indépendant, créateur de la CZW                                                                                |                              |
| Luke Hadley        | Catcheur backyard |                              |
| Joe Peterson       | Catcheur backyard |                              |
| Tylene Buck (en)   | Catcheuse à la WCW sous le nom de Major Gunns, mannequin, présentatrice de Best of Backyard Wrestling et actrice pornographique      |                              |
| Ryuji Ito          | Catcheur japonais principalement connu pour son travail à la Big Japan Pro Wrestling                                                 |                              |
| Kelvin Finn        | Inconnue |                              |
| Andrew W.K.        | Musicien |                              |
| Tera Patrick       | Actrice pornographique |                              |
| Sunrise Adams      | Actrice pornographique |                              |
| Adrianne Pain      | Inconnue |                              |

## Accueil
Le jeu reçoit des « critiques généralement mauvaises » sur les deux plateformes selon l'agrégateur de critiques de jeux vidéo Metacritic,. Au Japon, Famitsu donne une note de 26 sur 40 à la version PlayStation 2.